# George Buchanan (diplomat)

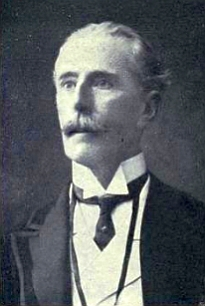
George Buchanan.

George William Buchanan, född den 25 november 1854 i Köpenhamn, död den 20 december 1924, var en brittisk diplomat. Han var son till Andrew Buchanan.
Efter tjänstgöring på olika poster i den engelska diplomatin blev Buchanan 1910 sändebud i Sankt Petersburg. Han bidrog här till att befästa samförståndet mellan England och Ryssland. Under krisen 1914 var han personligen av den meningen, att England inte med vapen borde stödja Ryssland och Frankrike i den serbiska stridsfrågan och gav både Ryssland och Englands utrikesledning del av denna sin uppfattning. Sedan krig utbrutit mellan Tyskland och Ryssland, arbetade han dock för Englands uppslutning på Rysslands sida. Under första världskrigets första skede verkade han för god sammanhållning mellan ententemakterna. Samtidigt försökte han försiktigt påverka den ryska utvecklingen i liberal riktning. Hans goda förbindelser med den ryska dumans liberala medlemmar utsatte honom för helt ogrundade misstankar att ha medverkat vid marsrevolutionens utbrott 1917. Revolutionsrörelsens fortskridande radikalisering och upplösningen av de rysk-engelska förbindelserna minskade alltmer man möjligheter att göra sig gällande i Sankt Petersburg. Buchanan kom dock att stanna på sin post även efter bolsjevikreovolutionen hösten 1917. Sjukdom tvingade honom dock i januari 1918 lämna Ryssland. I England förordande han en väpnad intervention mot det bolsjevikiska Ryssland. Han klandrade senare, att den ej inleddes och fullföljdes med nödvändig kraft. Åren 1919-21 var Buchanan Englands ambassadör i Rom. Sin del i de ryska händelserna har Buchanan skildrat i arbetet My mission to Russia (2 band, 1923).